# Premi Oscar 2009
L'81ª edizione della cerimonia di premiazione dei Premi Oscar si è tenuta il 22 febbraio 2009. A condurre la serata è stato scelto l'attore australiano Hugh Jackman, alla sua prima conduzione.
Le candidature sono state annunciate il 22 gennaio 2009.

## Vincitori e candidati
I vincitori sono indicati in grassetto. Dove ricorrente e disponibile, viene indicato il titolo in lingua italiana e quello in lingua originale tra parentesi.

### Miglior film
- The Millionaire (Slumdog Millionaire), regia di Danny Boyle.
- Il curioso caso di Benjamin Button (The Curious Case of Benjamin Button), regia di David Fincher.
- Frost/Nixon - Il duello (Frost/Nixon), regia di Ron Howard.
- Milk, regia di Gus Van Sant.
- The Reader - A voce alta (The Reader), regia di Stephen Daldry.

### Miglior regia
- Danny Boyle - The Millionaire (Slumdog Millionaire)
- Stephen Daldry - The Reader - A voce alta (The Reader)
- David Fincher - Il curioso caso di Benjamin Button (The Curious Case of Benjamin Button)
- Ron Howard - Frost/Nixon - Il duello (Frost/Nixon)
- Gus Van Sant - Milk

### Miglior attore protagonista
- Sean Penn - Milk
- Richard Jenkins - L'ospite inatteso (The Visitor)
- Frank Langella - Frost/Nixon - Il duello (Frost/Nixon)
- Brad Pitt - Il curioso caso di Benjamin Button (The Curious Case of Benjamin Button)
- Mickey Rourke - The Wrestler

### Migliore attrice protagonista
- Kate Winslet - The Reader - A voce alta (The Reader)
- Anne Hathaway - Rachel sta per sposarsi (Rachel Getting Married)
- Angelina Jolie - Changeling
- Melissa Leo - Frozen River - Fiume di ghiaccio (Frozen River)
- Meryl Streep - Il dubbio (Doubt)

### Miglior attore non protagonista
- Heath Ledger - Il cavaliere oscuro (The Dark Knight) postumo
- Josh Brolin - Milk
- Robert Downey Jr. - Tropic Thunder
- Philip Seymour Hoffman - Il dubbio (Doubt)
- Michael Shannon - Revolutionary Road

### Migliore attrice non protagonista
- Penélope Cruz - Vicky Cristina Barcelona
- Amy Adams - Il dubbio (Doubt)
- Viola Davis - Il dubbio (Doubt)
- Taraji P. Henson - Il curioso caso di Benjamin Button (The Curious Case of Benjamin Button)
- Marisa Tomei - The Wrestler

### Miglior sceneggiatura non originale
- Simon Beaufoy - The Millionaire (Slumdog Millionaire)
- Eric Roth e Robin Swicord - Il curioso caso di Benjamin Button (The Curious Case of Benjamin Button)
- John Patrick Shanley - Il dubbio (Doubt)
- Peter Morgan - Frost/Nixon - Il duello (Frost/Nixon)
- David Hare - The Reader - A voce alta (The Reader)

### Miglior sceneggiatura originale
- Dustin Lance Black - Milk
- Mike Leigh - La felicità porta fortuna - Happy-Go-Lucky (Happy-Go-Lucky)
- Courtney Hunt - Frozen River - Fiume di ghiaccio (Frozen River)
- Martin McDonagh - In Bruges - La coscienza dell'assassino (In Bruges)
- Andrew Stanton, Pete Docter e Jim Reardon - WALL•E

### Miglior film straniero
- Departures (おくりびと / Okuribito), regia di Yōjirō Takita (Giappone)
- La banda Baader Meinhof (Der Baader Meinhof Komplex), regia di Uli Edel (Germania)
- La classe - Entre les murs (Entre les murs), regia di Laurent Cantet (Francia)
- Revanche - Ti ucciderò (Revanche), regia di Götz Spielmann (Austria)
- Valzer con Bashir (ואלס עם באשיר / Vals im Bashir), regia di Ari Folman (Israele)

### Miglior film d'animazione
- WALL•E, regia di Andrew Stanton
- Bolt - Un eroe a quattro zampe (Bolt), regia di Chris Williams e Byron Howard
- Kung Fu Panda, regia di Mark Osborne e John Stevenson

### Miglior fotografia
- Anthony Dod Mantle - The Millionaire (Slumdog Millionaire)
- Wally Pfister - Il cavaliere oscuro (The Dark Knight)
- Tom Stern - Changeling
- Claudio Miranda - Il curioso caso di Benjamin Button (The Curious Case of Benjamin Button)
- Roger Deakins e Chris Menges - The Reader - A voce alta (The Reader)

### Miglior scenografia
- Donald Graham Burt e Victor J. Zolfo - Il curioso caso di Benjamin Button (The Curious Case of Benjamin Button)
- Nathan Crowley e Peter Lando - Il cavaliere oscuro (The Dark Knight)
- James J. Murakami e Gary Fettis - Changeling
- Michael Carlin e Rebecca Alleway - La duchessa (The Duchess)
- Kristi Zea e Debra Schutt - Revolutionary Road

### Migliori costumi
- Michael O'Connor - La duchessa (The Duchess)
- Catherine Martin - Australia
- Jacqueline West - Il curioso caso di Benjamin Button (The Curious Case of Benjamin Button)
- Danny Glicker - Milk
- Albert Wolsky - Revolutionary Road

### Miglior trucco
- Greg Cannom - Il curioso caso di Benjamin Button (The Curious Case of Benjamin Button)
- John Caglione Jr. e Conor O'Sullivan - Il cavaliere oscuro (The Dark Knight)
- Mike Elizalde e Thomas Floutz - Hellboy - The Golden Army (Hellboy II: The Golden Army)

### Migliori effetti speciali
- Eric Barba e Edson Williams - Il curioso caso di Benjamin Button (The Curious Case of Benjamin Button)
- Nick Davis, Chris Corbould, Timothy Webber e Paul J. Franklin - Il cavaliere oscuro (The Dark Knight)
- John Nelson, Ben Snow, Daniel Sudick, Shane Mahan - Iron Man

### Miglior montaggio
- Chris Dickens - The Millionaire (Slumdog Millionaire)
- Lee Smith - Il cavaliere oscuro (The Dark Knight)
- Angus Wall e Kirk Baxter - Il curioso caso di Benjamin Button (The Curious Case of Benjamin Button)
- Daniel P. Hanley e Mike Hill - Frost/Nixon - Il duello (Frost/Nixon)
- Elliot Graham - Milk

### Miglior sonoro
- Ian Tapp, Richard Pryke, Resul Pookutty - The Millionaire (Slumdog Millionaire)
- Ed Novick, Lora Hirschberg e Gary Rizzo - Il cavaliere oscuro (The Dark Knight)
- David Parker, Michael Semanick, Ren Klyce e Mark Weingarten - Il curioso caso di Benjamin Button (The Curious Case of Benjamin Button)
- Tom Myers, Michael Semanick, Ben Burtt - WALL•E
- Chris Jenkins, Frank A. Montaño, Petr Forejt - Wanted - Scegli il tuo destino (Wanted)

### Miglior montaggio sonoro
- Richard King - Il cavaliere oscuro (The Dark Knight)
- Frank E. Eulner, Christopher Boyes - Iron Man
- Tom Sayers - The Millionaire (Slumdog Millionaire)
- Ben Burtt, Matthew Wood - WALL•E
- Wylie Stateman - Wanted - Scegli il tuo destino (Wanted)

### Migliore colonna sonora
- A.R. Rahman - The Millionaire (Slumdog Millionaire)
- Alexandre Desplat - Il curioso caso di Benjamin Button (The Curious Case of Benjamin Button)
- James Newton Howard - Defiance - I giorni del coraggio (Defiance)
- Danny Elfman - Milk
- Thomas Newman - WALL•E

### Miglior canzone
- Jai Ho, musica di A.R. Rahman e parole di Gulzar - The Millionaire (Slumdog Millionaire)
- O Saya, musica e parole di A.R. Rahman e M.I.A. (Maya Arulpragasam) - The Millionaire (Slumdog Millionaire)
- Down to Earth, musica di Peter Gabriel e Thomas Newman e parole di Peter Gabriel - WALL•E

### Miglior documentario
- Man on Wire - Un uomo tra le Torri (Man on Wire), regia di James Marsh
- The Betrayal - Nerakhoon, regia di Ellen Kuras e Thavisouk Phrasavath
- Encounters at the End of the World, regia di Werner Herzog e Henry Kaiser
- The Garden, regia di Scott Hamilton Kennedy
- Trouble the Water, regia di Tia Lessin e Carl Deal

### Miglior cortometraggio
- Spielzeugland, regia di Jochen Alexander Freydank
- Auf der Strecke, regia di Reto Caffi
- Manon sur le bitume, regia di Elizabeth Marre e Olivier Pont
- New Boy, regia di Steph Green e Tamara Anghie
- Grisen, regia di Tivi Magnusson e Dorthe Warnø Høgh

### Miglior cortometraggio documentario
- Smile Pinki, regia di Megan Mylan
- The Conscience of Nhem En, regia di Steven Okazaki
- The Final Inch, regia di Irene Taylor Brodsky
- The Witness from the Balcony of Room 306, regia di Adam Pertofsky e Margaret Hyde

### Miglior cortometraggio d'animazione
- La Maison en Petits Cubes, regia di Kunio Kato
- Ubornaja istorija - ljubovnaja istorija, regia di Konstantin Bronzit
- Oktapodi, regia di Emud Mokhberi e Thierry Marchand
- Presto, regia di Doug Sweetland
- This Way Up, regia di Alan Smith e Adam Foulkes

## Premi speciali

### Premio umanitario Jean Hersholt
- Jerry Lewis